# Pelle Thommessen
Ellen Helle (Pelle) Roll Thommessen, född 23 november 1912 i Oslo, död 30 september 1979 i Tjøme, var en norsk målare.
Hon var dotter till redaktören Bjørn Thommessen och målaren Astrid Roll samt gift med Odd Hilt. Hon studerade konst för Axel Revold, Jean Heiberg och Georg Jacobsen  vid Statens håndverks- og kunstindustriskole i Oslo 1934-1937. Hon blev Namdalstipendiat 1950 och tilldelades Statens 3-årige arbeidsstipend 1955. Hon medverkade i Statens Kunstutstilling vid ett flertal tillfällen fram till 1975 första gången 1935 och i ett flertal samlingsutställningar med olika grupper och föreningar. Hon var representerad i Nordisk samtidskonst som visades i Stockholm 1951 och Namdalstipendiatene 1961.
Tillsammans med Bodil Eriksen och Ragnhild Iversen ställde hon ut på Kunstnerforbundet i Oslo 1943 och separat ställde hon bland annat ut på Unge Kunstneres Samfund i Oslo 1947. Till hennes offentliga arbeten hör några porträtt. Hennes konst består av porträtt, figurer, blommor, landskapsskildringar och abstrakta geometriska kompositioner. Thommessen är representerad vid bland annat Nasjonalgalleriet, Norsk kulturråd, Oslo kommun, Norska Utrikesdepartementet, Norsk rikskringkasting och Norges Bank.